# 金·基尔兴
金·基尔兴（1978年7月3日—）是哥伦比亚车队的一名卢森堡公路自行车运动员。他曾参加2004年夏季奥林匹克运动会和2008年夏季奥林匹克运动会。